# Sphingacestes thomasi
Sphingacestes thomasi är en skalbaggsart som beskrevs av Schmidt 1922. Sphingacestes thomasi ingår i släktet Sphingacestes och familjen långhorningar.
Artens utbredningsområde är Kenya. Inga underarter finns listade i Catalogue of Life.